# Atlit-Yam
Koordinaten: 32° 42′ 39″ N, 34° 56′ 6,5″ O

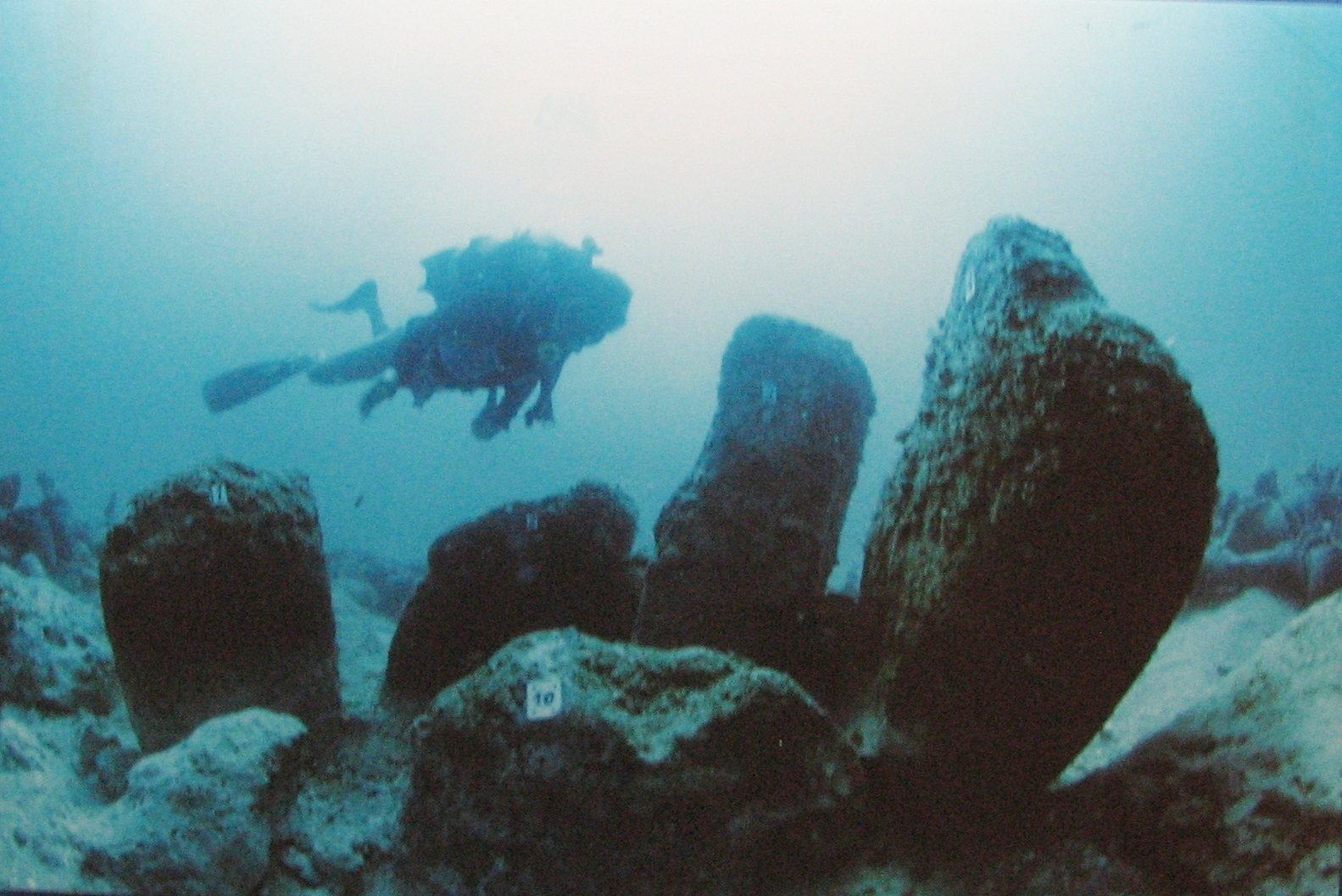
Atlit-Yam

Atlit Yam ist ein untergegangenes jungsteinzeitliches Dorf vor der Küste von Atlit in Israel, das 1984 nach einem starken Sturm in Teilen freigelegt und wiederentdeckt wurde.

## Hintergrund
Atlit-Yam, 200 bis 400 m vor der Küste gelegen, stellt mit 6900 bis 6300 v. Chr. den frühesten Beleg für gemischte Subsistenzwirtschaft an der levantinischen Küste dar. Die etwa 4 ha große Neolithikum-B-Siedlung liegt heute 8,0 bis 12,0 m unter dem Meeresspiegel in der Bucht von Atlit an der Mündung des Flusses Oren. In der Jungsteinzeit (Neolithikum) lag die Küstenlinie etwa einen Kilometer weiter westlich. Möglicherweise fiel die Siedlung einem vom Ätna ausgelösten Tsunami zum Opfer. Sie könnte auch bereits zuvor aufgrund der Versalzung des Brunnens aufgegeben worden sein.
Die östliche Mittelmeerküste ist geradlinig ohne Inseln oder Buchten. In der Küstenebene gibt es parallel zum Ufer mehrere Kurkar (Sandstein-Kämme). Einige sind teilweise untergetaucht und bilden etwa 150 bis 600 m vor der Küste Inseln und diskontinuierliche Riffe.

Atlit-Yam
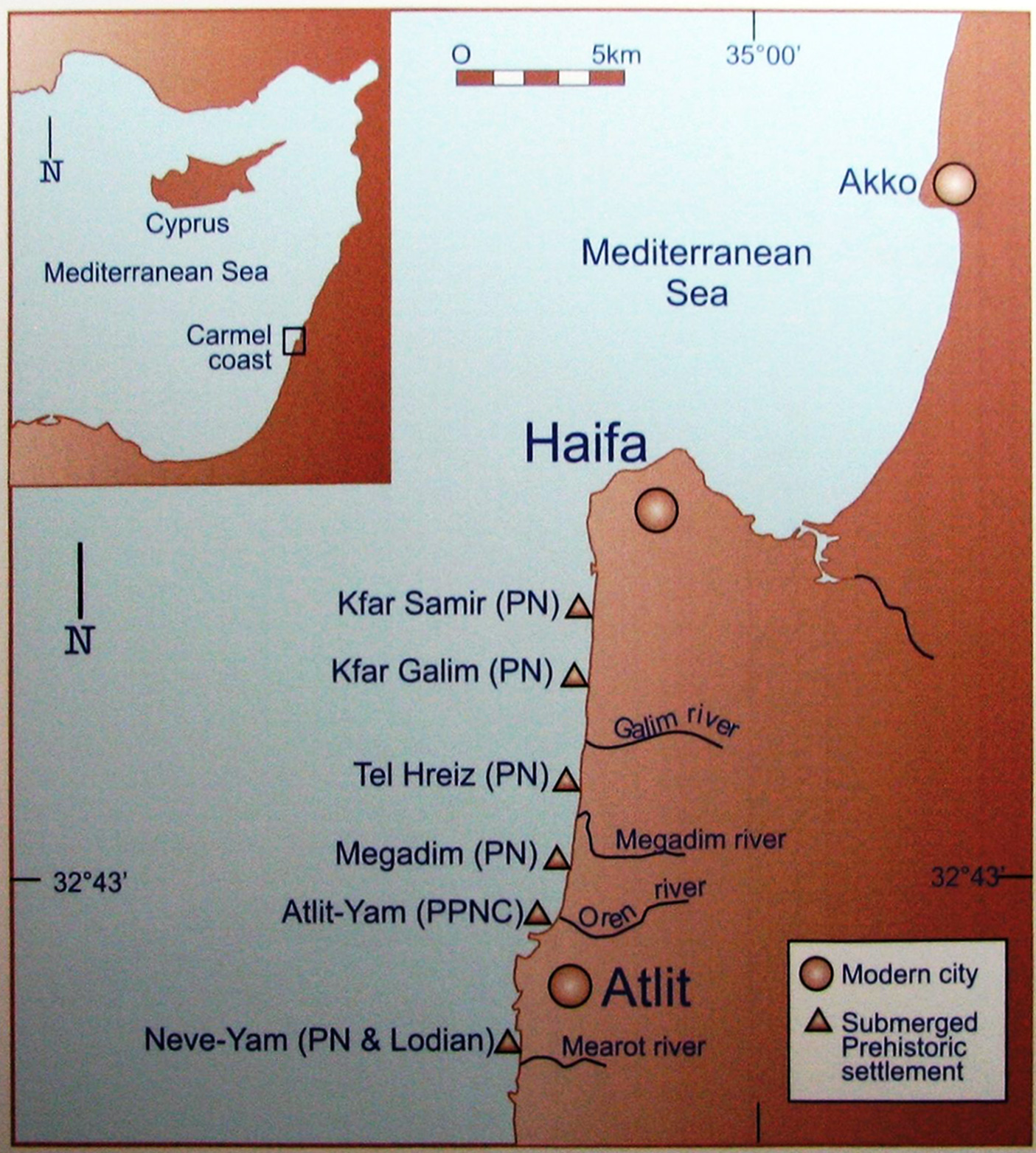
Karte
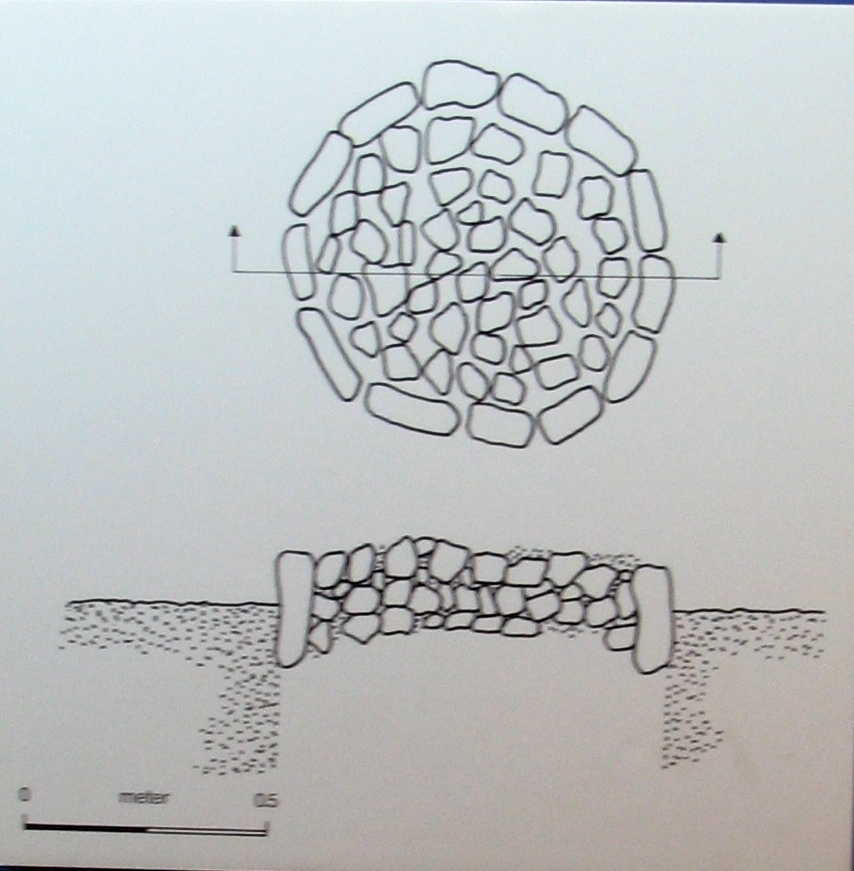
Runde Steinsetzung
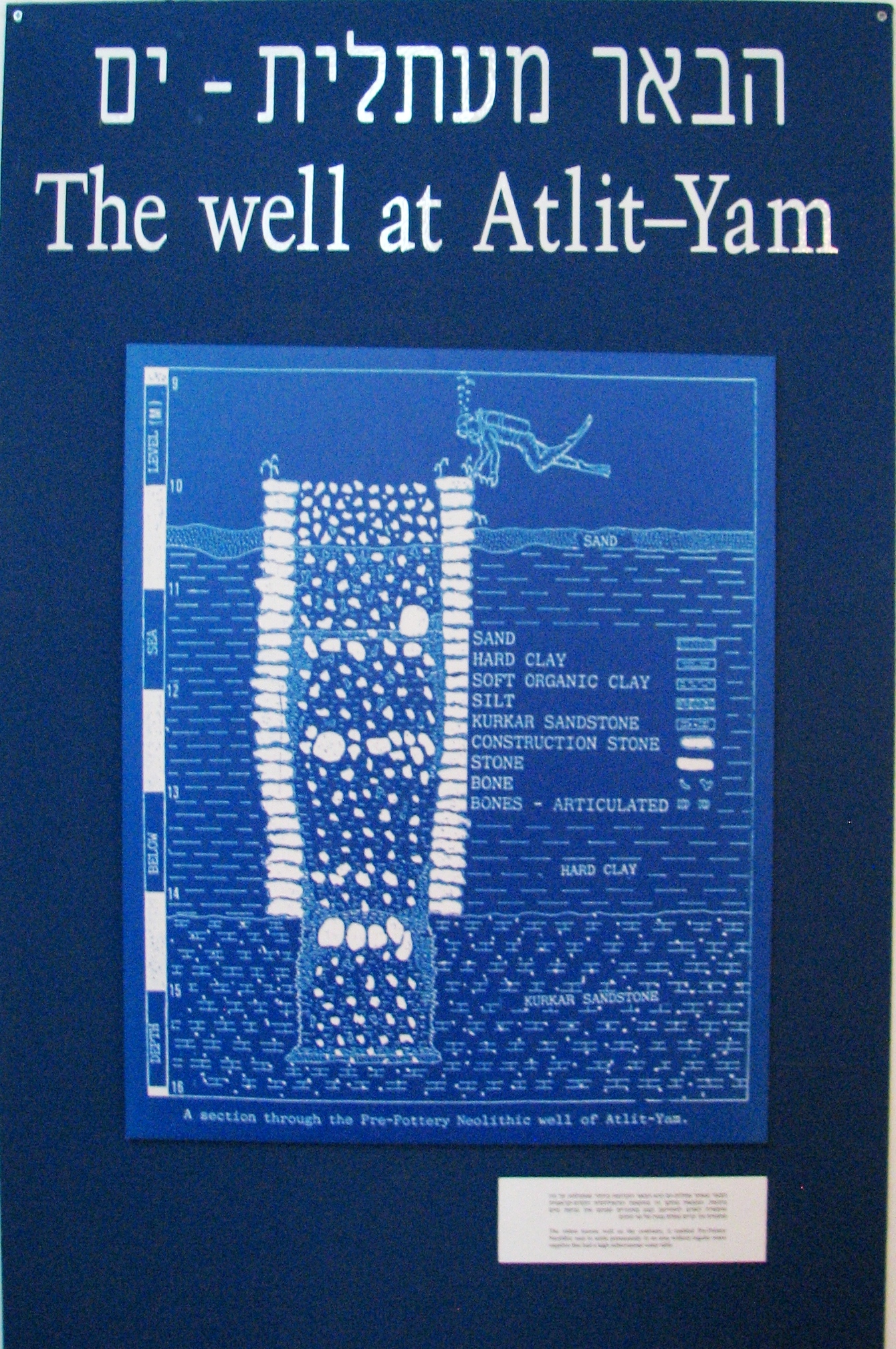
Brunnen
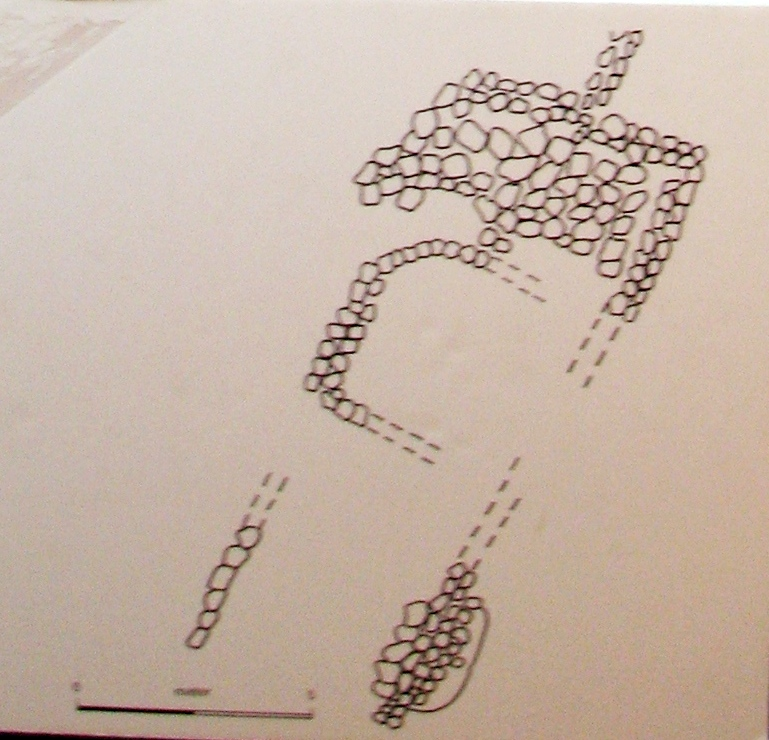
Steinstruktur
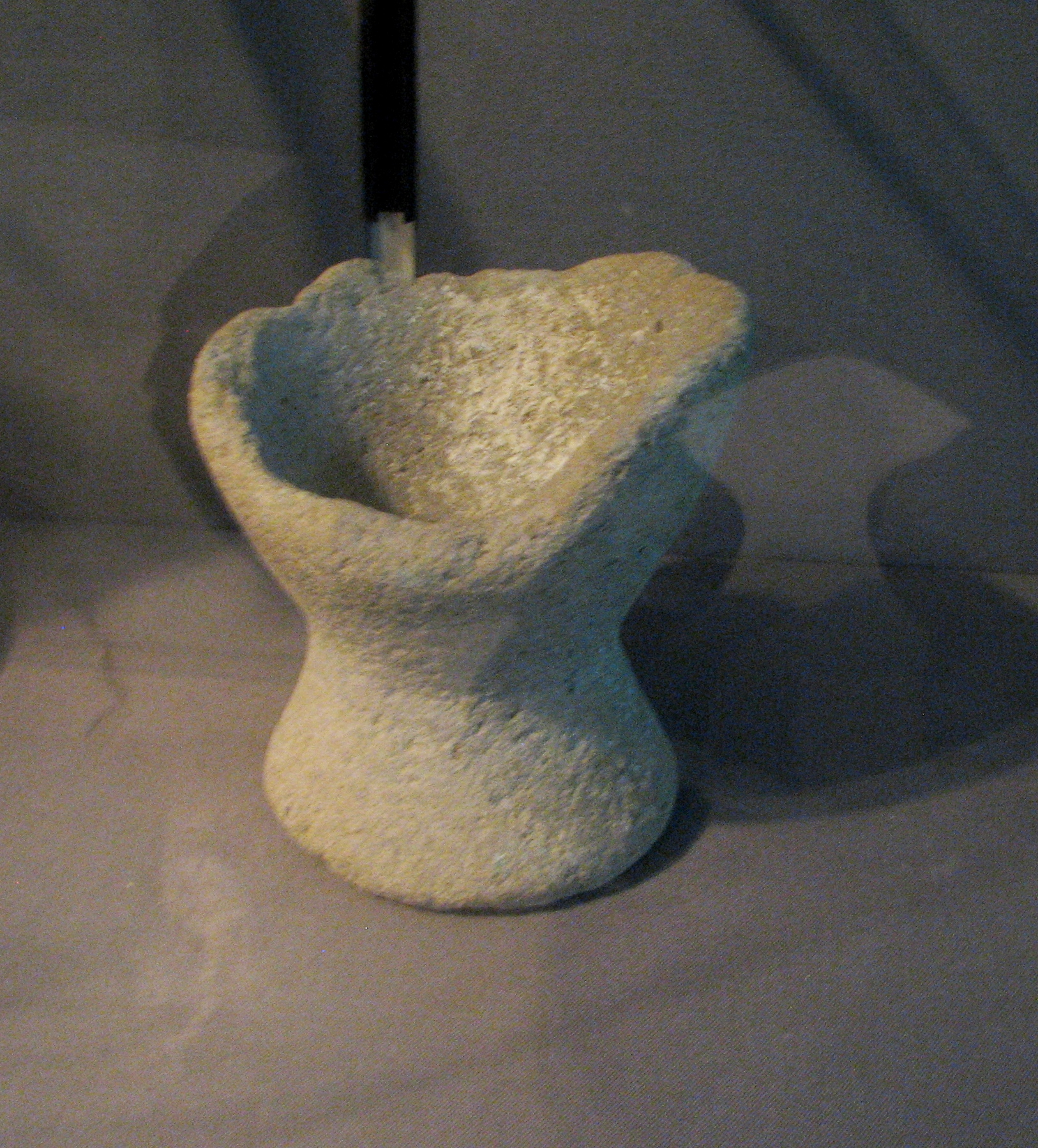
Basaltschale
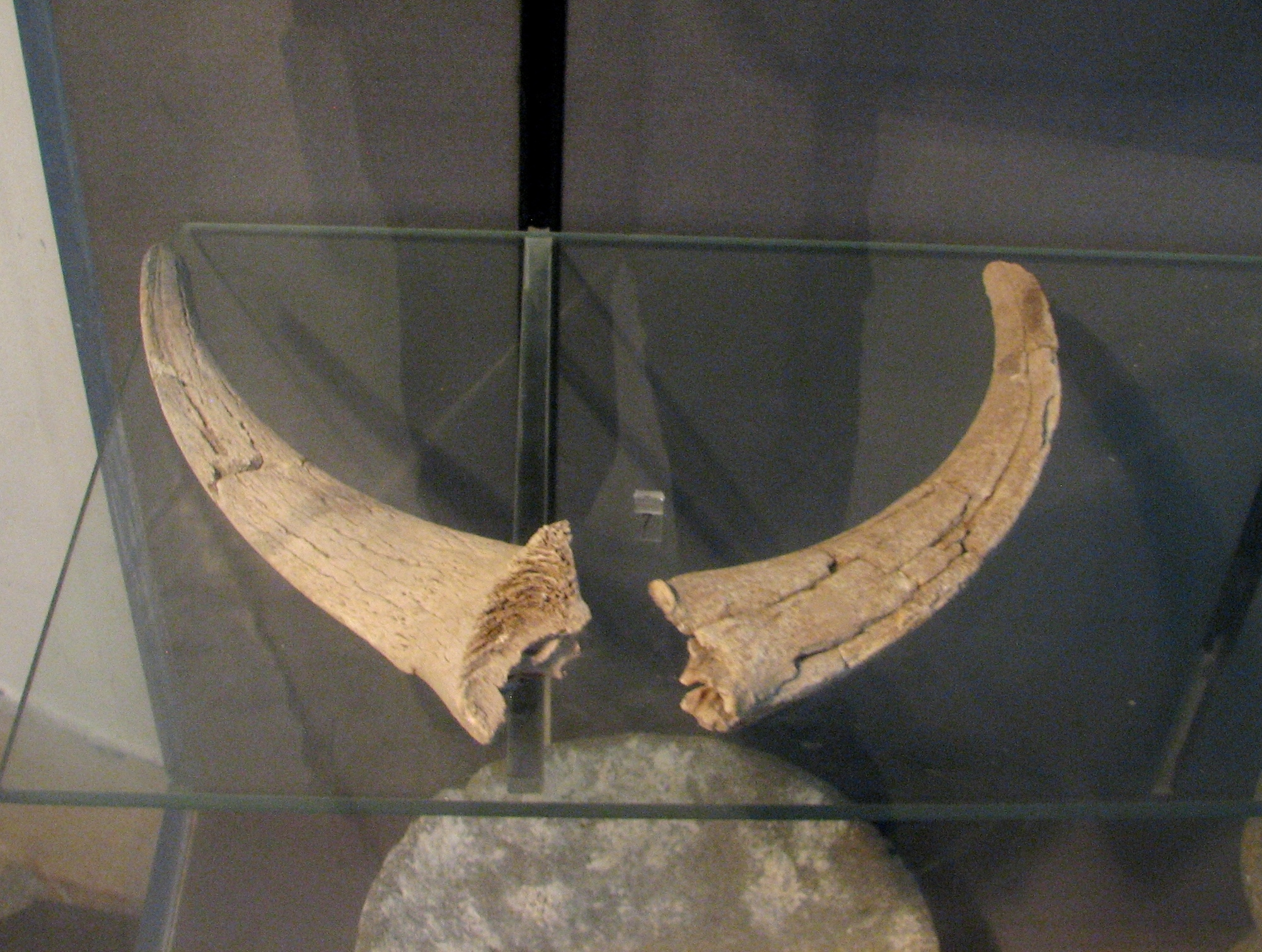
Ziegenhörner
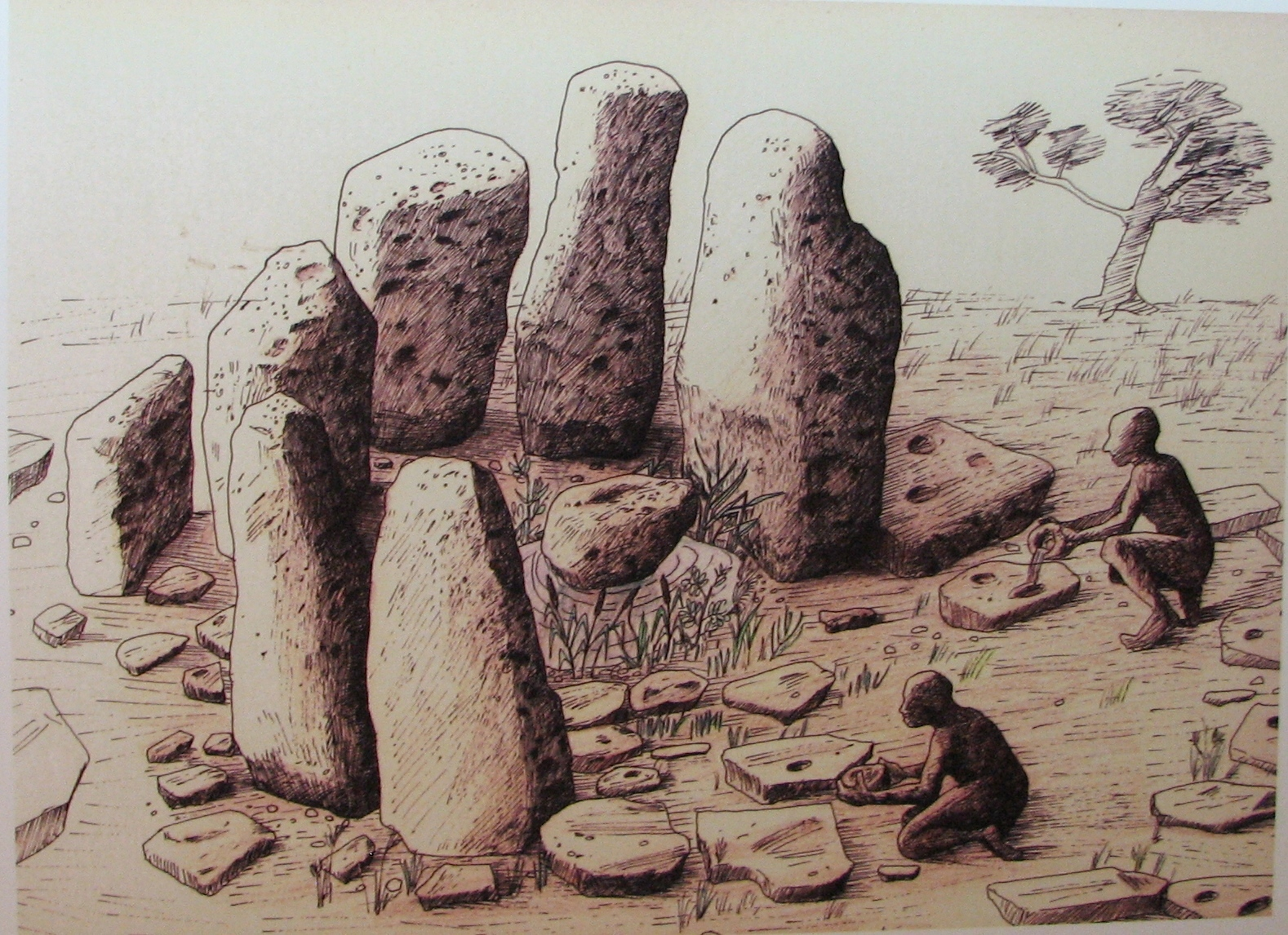
Rekonstruktion des Heiligtums
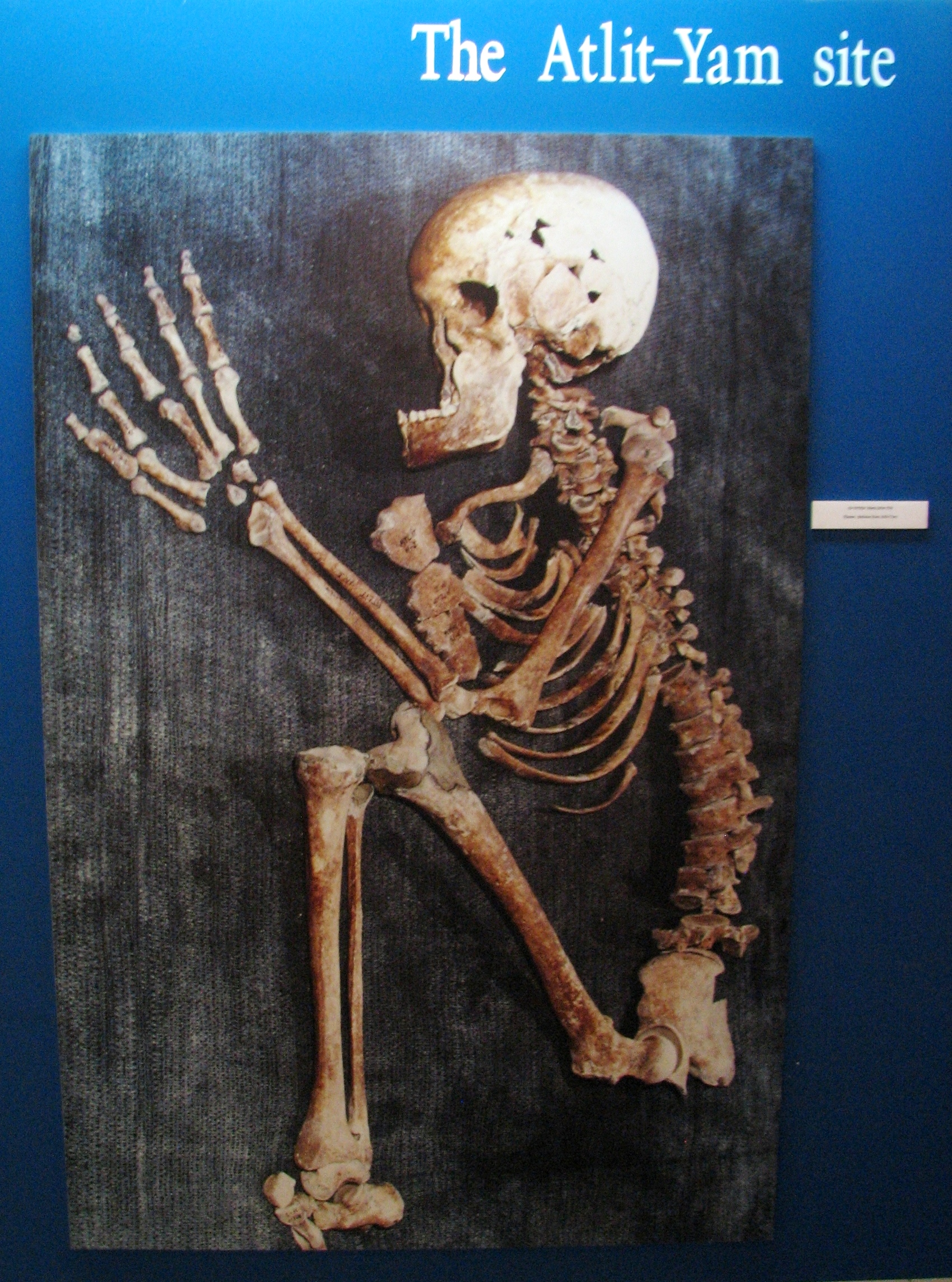
Skelett

Die Archäologen fanden zurückgelassene Fischvorräte, was auf eine Flucht hinweisen könnte. Neben einer Reihe rechteckiger Häuser und einem Brunnen von 5,5 m Tiefe und 1,5 m Durchmesser entdeckten die Archäologen einen Halbkreis von 2,5 m Durchmesser aus sieben Megalithen, die zwischen 1,0 und 2,1 m hoch waren, um eine (mögliche) Quelle. Westlich davon lag eine Reihe von Felsplatten von 0,7 bis 1,2 m Länge. Eine weitere, offenbar rituellen Zwecken dienende Struktur fand sich in Form dreier ovaler Steine, die von Furchen umgeben waren, die schematische, anthropomorphe Figuren darstellten. An den Leichnamen einer Frau und eines Kindes entdeckte man die ältesten Spuren von Tuberkulose. Einige Männer wiesen schwere Schäden im Ohrbereich auf, was auf tödliche Tauchgänge deuten könnte oder auf eine immer wiederkehrende Ohrenentzündung (Surfer Ohr). Die Tierknochen stammen von Wildtieren, doch wurden offenbar auch Getreidevorräte angelegt.
In den und um die Häuser wurden zehn Beisetzungen entdeckt. Die lithischen Funde umfassen Äxte, Sichelklingen und Pfeilspitzen.

## Dokumentationen
- Aufgedeckt - Rätsel der Geschichte - Der Steinkreis im Mittelmeer. (Originaltitel: Ancient Mysteries.) TV-Dokumentation in HD von Jess Reid, Michael Douglas, GB 2021 für channel 5 / BBC, deutsche Synchronfassung ZDF 2021; Mitwirkende: Karen Bellinger – Anthropologin, Ehud Galili – Meeresarchäologe, Mary-Ann Ochota – Anthropologin, Clive Ruggels −  Archäoastronom, Israel Hershkovitz – Anatom/Anthropologe, Hila May – Anatomin, Rachel Sarig – Dental-Anthropologin, Anjana Khatwa – Geowissenschaftlerin.